# Chanz̄ānaq
Chanz̄ānaq (persiska: چَنذانَق) är en ort i Iran.   Den ligger i provinsen Ardabil, i den nordvästra delen av landet, 400 km nordväst om huvudstaden Teheran. Chanz̄ānaq ligger 1 328 meter över havet och antalet invånare är 728.
Terrängen runt Chanz̄ānaq är platt. Runt Chanz̄ānaq är det ganska tätbefolkat, med 139 invånare per kvadratkilometer. Närmaste större samhälle är Ardabil, 5,3 km väster om Chanz̄ānaq. Trakten runt Chanz̄ānaq består i huvudsak av gräsmarker.